# Horní Slavkov
Horní Slavkov é uma cidade checa localizada na região de Karlovy Vary, distrito de Sokolov‎.